# Дамар (мухафаза)
Дамар (араб.  ذمار‎) — одна из 21 мухафазы Йемена. Площадь составляет 9495 км². Административный центр — город Дамар.

## География
Расположена на западе центральной части страны. Граничит с мухафазами: Эль-Бейда (на востоке), Ибб (на юге), Ходейда и Райма (на западе), Сана (на севере).
Рельеф мухафазы меняется от глубоких долин до высоких гор и возвышенных плато. В среднем высота территории над уровнем моря варьируется от 1600 до 3200 м. В целом для центральных и восточных районов мухафазы характерен более холодный климат, чем для западных склонов и долин. Средние температуры меняются в зависимости от конкретного района от 10 до 19 °С летом и от 8 до −1 °С зимой.

## Экономика
Важной сельскохозяйственной культурой региона является кофе. Распространено овцеводство и козоводство, разводятся также лошади арабской породы.

## Население
По данным на 2013 год, численность населения составляет 1 686 159 человек.
Динамика численности населения мухафазы по годам:
| 1988    | 1994    | 2004      | 2013      |
| ------- | ------- | --------- | --------- |
| 698 800 | 981 674 | 1 339 229 | 1 686 159 |